# Šalamenci
Šalamenci (mađarski: Salamon, njemački: Schallendorf) je naselje u slovenskoj Općini Puconcima. Šalamenci se nalazi u pokrajini Prekomurju i statističkoj regiji Pomurju. U Šalamencima je bio rođen Janoš Flisar, pisac, pjesnik, prevoditelj i novinar.

## Stanovništvo
Prema popisu stanovništva iz 2002. godine naselje je imalo 316 stanovnika.